# Caurel (Marne)
Caurel é uma comuna francesa na região administrativa de Grande Leste, no departamento de Marne. Estende-se por uma área de 9,79 km². Em 2010 a comuna tinha 680 habitantes (densidade: 69,5 hab./km²).